# Abazie
Abazia (din gr. a "fără" și basis "mers" ; MED.) reprezintă imposibilitatea de a merge, cauzată de tulburări ale automatismului actului motor al mersului, fără afectarea forței musculare, mișcărilor segmentare active, funcțiilor vestibulare și sensibilității profunde. Se întâlnește în cazul unor leziuni, de cele mai multe ori bilaterale, ale lobilor frontali ai creierului, la pacienți în vârstă cu hidrocefalie hiporesorptivă (engleză normal-pressure hydrocephalus), afecțiuni ale părții anterioare ale vermisului cerebelos și, frecvent, în caz de tulburări funcționale fără substrat organic (conversiune isterică). Abazia este adesea asociată cu imposibilitatea de a sta în picioare (astazia).